# Idiocera (Idiocera) pruinosa
Idiocera (Idiocera) pruinosa is een tweevleugelige uit de familie steltmuggen (Limoniidae). De soort komt voor in het Oriëntaals gebied.